# Isirere Lake
Isirere Lake är en sjö i Bolivia.   Den ligger i departementet Beni, i den centrala delen av landet, 500 km norr om huvudstaden Sucre. Isirere Lake ligger 161 meter över havet. Arean är 19,3 kvadratkilometer. Den sträcker sig 5,6 kilometer i nord-sydlig riktning, och 5,6 kilometer i öst-västlig riktning.
Omgivningarna runt Isirere Lake är huvudsakligen savann. Trakten runt Isirere Lake är nära nog obefolkad, med mindre än två invånare per kvadratkilometer.